# Fahd Mohammed Ahmed al-Quso
Fahd Mohammed Ahmed al-Quso (12 novembre 1974 - 6 mai 2012), également connu sous les noms de Fahd Mohammed Ahmed al-Awlaqi, Abou Huthaifah al-Yemeni et de Abou Huthaifah Al-Bara, est un islamiste yéménite lié à Al-Qaïda et un haut-responsable d'Al-Qaida dans la péninsule arabique (AQPA). Il était activement recherché par le FBI et les autorités yéménites pour son implication dans l'attentat contre l'USS Cole le 12 octobre 2000 et son nom figurait sur la liste des terroristes les plus recherchés (Most Wanted terrorists). Le gouvernement américain offrait une prime de 5 millions de dollars pour sa capture. Il est ciblé à quatre reprises par des drones américains, frappes qui ont provoqué la mort de 48 civils.

## Biographie
Il naît le 12 novembre 1974 à Aden au Yémen.
En janvier 2000, Fahd al-Quso projette de rencontrer les co-planificateurs de l'attentat contre l'USS Cole à Singapour, mais n'ayant pu obtenir de visa, il se rend à Bangkok en Thaïlande. Il y rencontre notamment le Saoudien Tawfiq bin Attash dit « Khallad », un adjoint d'Oussama ben Laden, à qui il remet une importante somme en dollars dont l'usage et le montant exacts n'ont jamais été clairement expliqués. Le même mois, Fahd al-Quso rejoint la Malaisie où il rencontre Khalid al-Mihdhar et Nawaf al-Hazmi, deux des pirates de l'air du vol 77 American Airlines qui a été détourné pour s'écraser sur le Pentagone dans le cadre des attentats du 11 septembre 2001. Des photos capturées par des caméras de vidéo-surveillance révèlent que Ramzi Bin al-Shibh, un des trésoriers d'Al-Qaida, assistait également à cette réunion. 

### Attentat de l'USSCole(12 octobre 2000)
Le 12 octobre 2000, le navire USS Cole, alors amarré dans le golfe d'Aden, est frappé par une embarcation piégée pilotée par deux kamikazes. L'explosion tue 17 marins américains et fait une cinquantaine de blessés. L'attaque a été revendiquée par Al-Qaida.
L'un des auteurs présumés de l'attaque, le Saoudien Abd al-Rahim al-Nashiri, est capturé aux Émirats arabes unis, puis transféré à la CIA en 2002, avant d'être envoyé au centre de détention de Guantanamo en 2006. 
Fahd al-Quso est chargé de produire une vidéo de l'attaque à des fins propagandistes, mais échoue. Il est capturé par les autorités yéménites en décembre 2000 à la demande du FBI, mais le gouvernement de Saana refuse aux enquêteurs américains la permission d'interroger le suspect. 
Peu de temps après les attentats du 11 septembre 2001 à New York, le FBI interroge enfin Fahd al-Quso au Yémen. Pendant l'interrogatoire, le militant islamiste reconnaît et identifie Khalid al-Mihdhar et Nawaf al-Hazmi comme deux des pirates de l'air du vol 77 American Airlines d'après des photos capturées sur les caméras de vidéo-surveillance lors de leur rencontre en Malaisie l'année précédente. Enfin, il avoue ses liens avec Al-Qaida.

### Ascension dans les rangs d'Al-Qaida dans la Péninsule arabique
En avril 2003, il s'évade en compagnie des principaux suspects dans l'affaire de l'USS Cole dont Jamal al-Badawi, recherché par le FBI. Fahd est repris l'année suivante, mais certaines sources prétendent qu'il se serait rendu lui-même aux autorités yéménites. 
En 2004, il est condamné à dix ans de prison par un tribunal yéménite. L'année précédente, Fahd al-Quso avait été inculpé par un grand jury fédéral à New York sur cinquante chefs d'accusations de terrorisme pour son implication dans l'attaque de l'USS Cole. Il est toutefois relâché en 2007 sur la décision du gouvernement du président yéménite Ali Abdullah Saleh. 
Après quelques années de silence, il réapparaît en mai 2010 dans une vidéo diffusée par Al-Qaida dans la péninsule arabique, née de la fusion entre les branches saoudiennes et yéménites de la nébuleuse terroriste l'année précédente. Fahd menace de lancer des attaques contre des ambassades et des navires de guerre américains. Il est la cible de plusieurs attaques de drones américains entre 2010 et 2012, son décès ayant été plusieurs fois annoncé puis démenti.
Fin 2010, Fahd accorde une interview à un journaliste yéménite pour réfuter l'annonce de sa mort dans une attaque de drone de la CIA. Les informations recueillies révèlent que le militant islamiste a trouvé refuge dans une zone montagneuse isolée du Yémen et bénéficie de la protection de chefs de tribus. Fahd al-Quso était membre de la tribu des Al-Awlaq à laquelle appartenait également l'imam radical yéméno-américain Anwar al-Awlaqi.
Son nom est cité dans l'affaire de la tentative d'attentat du vol 253 Northwest Airlines Flight le 25 décembre 2009. Des sources affirment que l'auteur de l'attaque manquée, le Nigérian Umar Farouk Abdulmutallab, aurait rencontré al-Quso pour planifier l'attentat. Le 7 décembre 2010, le département d'État américain (United States Department of State) désigne Fahd Mohammed Ahmed al-Quso comme terroriste. Au sein d'Al-Qaida dans la péninsule arabique (AQPA), il était chargé de la direction des opérations extérieures.

## Décès
Fahd Mohammed Ahmed al-Quso meurt le 6 mai 2012 dans l'attaque d'un drone américain survenue dans la province de Chabwa, dans l'Est du Yémen. Son décès a été rapidement confirmé par un chef de tribu local, précisant que deux missiles ont été tirés près de sa maison dans la région de Rafadh et que deux de ses gardes du corps ont péri dans l'attaque. 
Selon le New York Times, sa mort serait liée à des informations parvenues aux services américains à la suite d'un projet déjoué d'attentat contre un avion à destination des États-Unis. Ces mêmes informations ont conduit à l'élimination du chef islamiste, ce que confirme le président de la commission de la Sécurité intérieure à la Chambre de représentants, Peter King, lors d'une interview sur CNN, indiquant que « le raid aérien et le projet d'attentat étaient liés. » 